# Say It Isn’t So
Say It Isn’t So – singel zespołu Bon Jovi wydany w 2000 za pośrednictwem wytwórni Island Records, promujący album Crush.
Do utworu wokal wspierający dodał Richie Sambora, solowe partie instrumentalne wykonał David Bryan. W teledysku do utworu wystąpili m.in. Claudia Schiffer, Arnold Schwarzenegger, Emilio Estevez i Matt LeBlanc.

## Spis utworów
Sporządzono na podstawie materiału źródłowego.
1. „Say It Isn’t So”
2. „Ain’t No Cure For Love” (Demo)
3. „Stay” (Demo)

## Pozycje na listach przebojów
| Lista (2000)       | Pozycja |
| ------------------ | ------- |
| UK Top 40          | 10      |
| German Top 100     | 35      |
| ARIA Singles Chart | 9       |
| Swiss Music Charts | 58      |
| Austria            | 22      |
| Holandia           | 24      |
| Sverigetopplistan  | 35      |